# Martyres de Nowogrodek
Les martyres de Nowogrodek forment un groupe de onze religieuses polonaises de la congrégation des Sœurs de la Sainte Famille de Nazareth fusillées le 1er août 1943 par des hommes de la Gestapo dans la forêt près de Nowogródek en Pologne (aujourd'hui en Biélorussie). Elles ont été béatifiées le 5 mars 2000 à Rome par Jean-Paul II.

## Histoire
Les religieuses se sont installées à Nowogródek en 1929 à la requête de Mgr Zygmunt Lozinski pour s'occuper du catéchisme et de l'enseignement aux enfants. Elles y ouvrent un internat. La région est occupée dix ans après, pendant la campagne de Pologne, par les Soviétiques qui ferment l'internat et déportent les notabilités au Kazakhstan, tout en pratiquant une politique d'athéisme. Les religieuses ont le droit tout de même de s'occuper d'apostolat discrètement dans les paroisses[réf. nécessaire]. À l'été 1941, c'est au tour de la Wehrmacht d'occuper la région et les soldats allemands commencent à terroriser la population juive de la ville (plus de la moitié de la ville), ainsi que les notabilités polonaises et toute personne manifestant des velléités d'opposition. Rapidement, les Juifs sont déportés, puis une soixantaine de personnes, dont deux prêtres, sont exécutées. Lorsque le 1er juillet 1943, une dernière vague d'arrestation frappe 120 otages polonais en vue de les fusiller, les religieuses, dirigées par Mère Marie-Stella du Très-Saint-Sacrement (née Adèle Mardosewicz en 1888), expriment leur désapprobation et font même don de leur vie pour échanger leur sort, ce qu'elles confient à leur chapelain dans la soirée. Presque immédiatement, les autorités allemandes changent de décision et relâchent les otages ou bien en envoient quelques-uns comme travailleurs forcés en Allemagne[réf. nécessaire].
Cependant le 31 juillet 1943, les religieuses sont convoquées au commissariat. Elles pensent que n'ayant fait de mal à personne, elles vont être envoyées comme travailleuses forcées. En fait, elles sont remises à des hommes de la Gestapo, qui les font monter en camion et les fusillent à l'aube dans la forêt à cinq kilomètres de la ville, après une nuit de prières. Un jeune garçon témoin malheureux de la scène est également fusillé[réf. nécessaire].
L'unique sœur rescapée, qui ne se trouvait pas là au moment de l'arrestation, la sœur Maria Małgorzata Banas, réussit à localiser la fosse commune, qu'elle entretient, jusqu'à sa propre mort en 1966[réf. nécessaire].
La mémoire liturgique des onze martyres est fixée le 1er août. L'église de la Transfiguration de la ville abrite les reliques des martyres[réf. nécessaire].

## Noms des martyres

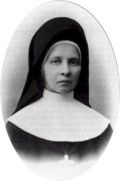
Photographie de Mère Marie-Stella

- Adèle Mardosewicz, en religion Mère Marie-Stella du Très-Saint-Sacrement, née en 1888
- Anne Kokolowicz, en religion Sœur Marie-Raymonde de Jésus-Marie, née en 1892
- Hedwige Zak, en religion Sœur Marie-Imelda de Jésus-Hostie, née en 1892
- Éléonore Jozwik, en religion Sœur Marie-Danièle, née en 1895
- Josèphe Chrobot, en religion Sœur Marie-Canute, née en 1896
- Hélène Cierpka, en religion Sœur Marie-Guidone, née en 1900
- Julie Rapiej, en religion Sœur Marie-Sergine, née en 1900
- Eugénie Mackiewicz, en religion Sœur Marie-Canisia, née en 1903
- Pauline Borowik, en religion Sœur Marie-Félicité, née en 1905
- Léocadie Matuszewska, en religion Sœur Marie-Héliodore, née en 1906
- Véronique Narmontowicz, en religion Marie-Borromée, née en 1916